# Danowo (gmina Rajgród)
Danowo – wieś w Polsce położona w województwie podlaskim, w powiecie grajewskim, w gminie Rajgród.
W latach 1975–1998 miejscowość należała administracyjnie do województwa łomżyńskiego.